# Frederick Terman
Frederick Emmons Terman (English, 7 de junho de 1900 — Palo Alto, 19 de dezembro de 1982) foi um engenheiro estadunidense.